# Имам Кули-хан Афшар
Имам Кули-хан Афшар (азерб. İmamqulu xan Qasımlı-Avşar; 1758-1783) — хан Урмии (1772 — 1783).

## Биография
Имам Кули-хан родился около 1758 года в афшарской семье. Отец его Рза Кули-хан происходил из рода Касимлу тюркского племени афшар.
Имам Кули-хан встал во главе Урмийского ханства в 1772 году после смерти своего отца Рза Кули-хана.
Имам Кули-хан распределил магалы своего государства среди родственников и близких ему людей. Саин-Кале был отдан Махмуд-хану. Племя Халаджи был предоставлено эмиру Ханамир-беку.
При Имам Кули-хане была проведена некоторая работа по улучшению и расширению ирригационной сети, что позволило несколько увеличить посевные площади.
В период правления Имам Кули-хана Урмия достигло самого значительного могущества за весь период своего существования.
В 1775 году по приказу Имамкули-хана Ибрагим-хан Арашлу разбил зендского Зеки-хана под Иранском Курдистаном и заставил его бежать в Ирак.
В 1783 году после многомесячной осады Имам Кули-хан овладел Тебризом.
В 1783 году Имам Кули-хан ввязался в тяжелую войну с зендами на территории современного Восточный Азербайджана, и не смог одержать решительной победы. В конечном итоге эти неудачи способствовали его поражению и гибели в ноябре 1783 года.